# Macelleria messicana
Macelleria messicana è un'espressione della lingua italiana che indica un episodio di violenza smisurata e ingiustificabile, solitamente perpetrato in un teatro di guerra.

## Rivoluzione messicana
L'espressione nasce probabilmente con la Rivoluzione messicana, e con le cronache dei corrispondenti che sui quotidiani italiani accreditano il mito di un Messico in preda a bande di rivoltosi crudeli e spietati. Non è un caso che i medesimi fatti storici abbiano ispirato anche il modo di dire americano Mexican standoff, anch'esso riferito a una situazione limite tipica della guerriglia senza quartiere.

## Ferruccio Parri e piazzale Loreto

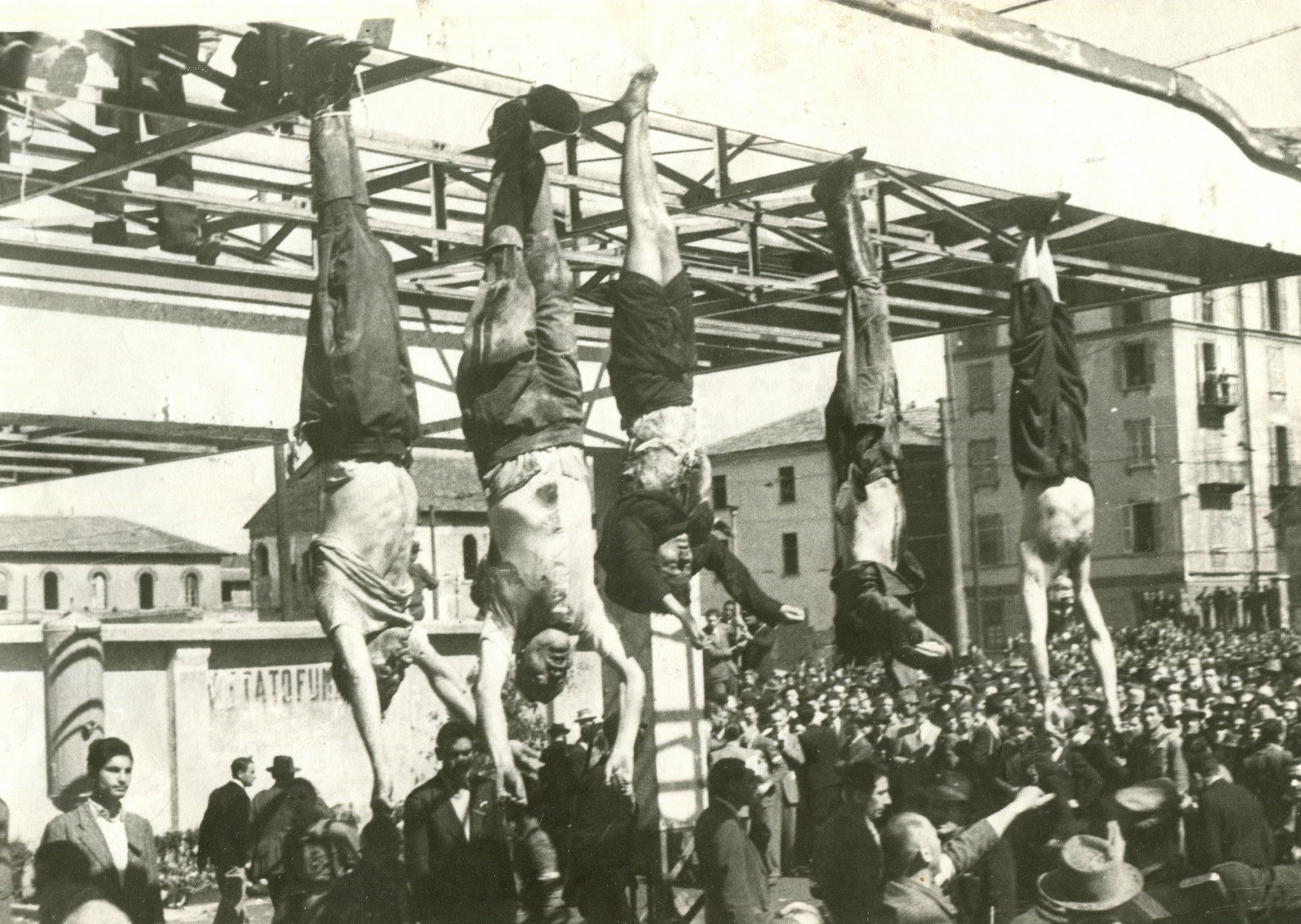
I corpi di Mussolini (secondo da sinistra) e della Petacci esposti a piazzale Loreto.

L'espressione era probabilmente più popolare e immediatamente comprensibile nell'aprile del 1945, quando venne adoperata dal capo partigiano Ferruccio Parri, allora presidente del Consiglio del Comitato di Liberazione Nazionale.
Parri la utilizzò per esprimere la sua ripugnanza di fronte ai macabri fatti di piazzale Loreto, dove il 29 aprile i cadaveri di Benito Mussolini, Claretta Petacci e altri gerarchi fascisti erano stati appesi per i piedi alla tettoia di una pompa di benzina (vedi articolo), nello stesso luogo, peraltro, in cui otto mesi prima erano stati barbaramente trucidati ed esposti 15 partigiani. Sulle salme, secondo varie testimonianze, una folla infieriva con sassate e colpi d'arma di fuoco.
Secondo altre fonti, l'espressione non fu formulata da Parri, ma da Leo Valiani.

## Michelangelo Fournier e il G8 di Genova 2001
Caduta praticamente in disuso nel secondo dopoguerra, l'espressione tornò alla ribalta in seguito ai fatti del G8 di Genova, in particolare con riferimento all'assalto alla scuola Diaz. Il 12 giugno 2007 Michelangelo Fournier, all'epoca vice questore aggiunto del primo Reparto Mobile di Roma, rilasciò le seguenti dichiarazioni agli inquirenti:
Sono rimasto terrorizzato e basito quando ho visto a terra una ragazza con la testa rotta in una pozza di sangue. Pensavo addirittura che stesse morendo. Fu a quel punto che gridai: 'basta basta' e cacciai via i poliziotti che picchiavano.
Intorno alla ragazza per terra c'erano dei grumi che sul momento mi sembrarono materia cerebrale. Ho ordinato per radio ai miei uomini di uscire subito dalla scuola e di chiamare le ambulanze".»
Benché le dichiarazioni di Fournier siano considerate molto diverse dalle prime fornite agli inquirenti (lo stesso Fournier ammette di non aver parlato fino a quel momento 'per spirito di appartenenza'), secondo il suo diretto superiore questore Vincenzo Canterini, Fournier avrebbe usato per la prima volta questa espressione 'dieci giorni dopo quella notte', davanti al Procuratore di Genova, al quale si era presentato spontaneamente per riferire quel che aveva visto, accompagnato dallo stesso Canterini. L'espressione sarebbe comunque diventata di dominio pubblico soltanto sei anni dopo.